# Giuseppe Pancaro
Giuseppe Pancaro (Cosenza, 26 de agosto de 1971) é um ex-futebolista italiano que atuava como lateral-direito.
Atuou por Acri, Torino, Avezzano, Cagliari, Lazio, Milan e Fiorentina.
Pancaro, que também jogou na Seleção Italiana entre 1999 e 2005, encerrou a carreira em 2007, quando encerrou seu  contrato com o Torino.